# 西大峽谷 (亞利桑那州)
西大峽谷（英語：Grand Canyon West）是位於美國亞利桑那州莫哈維縣的一個人口普查指定地區。根據2010年美國人口普查，該地共人口500人，而該地的面積約為45.59平方千米。

## 地理
西大峽谷的座標為35°59′59″N 114°48′37″W / 35.99972°N 114.81028°W，而該地最高點為海拔高度1444米（即4737英尺）。